# Бегущая по волнам (фильм, 2007)
«Бегущая по волнам» — российский фильм режиссёра Валерия Пендраковского 2007 года по одноимённому роману Александра Грина.

## Сюжет
Валерий Пендраковский так сформулировал концепцию фильма: «Наша картина — это взгляд на романтический мир Александра Грина из сегодняшнего дня. Как и должно быть по Грину, фильм полон красоты, доброты, любви и музыки». 
Гарвей Грэм после смерти деда получает значительное наследство, включающее магический "амулет мести". Любой физический вред обладателю амулета всегда бывает отомщён: к виновнику прилетает птеродактиль и уничтожает его. Ещё не вполне понимая свойства амулета, Гарвей ввязывается в драку в таверне, после чего амулет вызывает гибель двух человек. Соседи приходят к дому Гарвея с факелами. Боясь трогать его самого, они тем не менее поджигают дом.
Всё ещё будучи довольно обеспеченным, Гарвей решает сменить обстановку и садится на корабль «Бегущая по волнам» под командованием капитана Геза. В пути у них происходит конфликт, и Гарвей угрожает капитану револьвером. Его обезоруживают матросы. Позднее матрос, ударивший Гарвея, гибнет от нападения птеродактиля. Гез понимает сущность амулета (он знал о его существовании раньше) и присваивает его. Не будучи уверен, безопасно ли убивать Гарвея, Гез приказывает высадить его в шлюпке в открытое море.
Гарвея подбирает шхуна «Морская звезда», он рассказывает, что от верной смерти в открытом море его спасла девушка-призрак, скользящая по волнам. Шхуной командует капитан Дюк, на ней находится его племянница Дези. Постепенно выясняется, что отец Дези был ранее капитаном и владельцем «Бегущей по волнам», но якобы проиграл корабль в карты капитану Гезу и покончил с собой. Шхуна следует в Гель-Гью, куда прежде них прибыла «Бегущая по волнам». Гарвей решает остаться на «Морской звезде», и в частности, отправиться искать легендарную золотую цепь. Случайно их разговор в трактире подслушивает Бутлер, старший помощник Геза.
Гез решает следовать за «Морской звездой» и напасть в удобный момент. Его планы расстраивает шторм. «Бегущая по волнам» покинута экипажем, Гез и его два помощника с трудом добираются до берега. Здесь помощники грабят Геза, вонзив ему нож в спину, и удаляются, но вскоре гибнут от птеродактиля. «Морская звезда» прибывает к тому же берегу, герои находят умирающего Геза, который признаётся, что убил отца Дези и обманом завладел кораблём. Также здесь находят полузатопленную и покинутую «Бегущую по волнам», а осмотрев её якорь, находят зацепившуюся за него золотую цепь.
Гарвей женится на Дези, «Бегущую по волнам» восстанавливают, на берегу ставят памятник Фрези Грант, а амулет делают его частью.

## В ролях
Дольше всех режиссёр искал исполнительницу роли Фрэзи Грант. «Задолго до начала съёмок я увидел фотопробу Дианы Морозовой, 20-летней студентки Российской академии театрального искусства, но отнёсся к ней несерьёзно. Никого не утвердил и зашёл в тупик. Снова вернулся к этой девочке. Думаю, что у этой молодой актрисы большое будущее». На роль Грэма Андрея Бирина режиссёр нашёл в театральном училище, и с первой пробы роль главного героя была закрыта. Так же легко мундир капитана Геза примерил актёр с голливудским опытом Михаил Горевой. С кандидатом в капитаны «Морской звезды» кастинг затянулся. Вначале были переговоры с Богданом Ступкой. Но он был занят на картине «Водитель для Веры». Совсем другой капитан был бы в исполнении Донатаса Баниониса — более меланхоличный. Но в итоге режиссёр остановил выбор на Алексее Петренко. Его Дюк — матёрый морской волк, грубоватый, резкий.
- Андрей Бирин — Гарвей Грэм
- Михаил Горевой — капитан Гез
- Алексей Петренко — капитан Дюк
- Диана Морозова — Дези, Фрези Грант
- Игорь Яцко — Бутлер
- Артём Мазунов — Шапито
- Евгений Кулаков — Кролик Бутс
- Юрий Шерстнёв — адвокат

## Съёмки
Бюджет проекта составил порядка 4,5 млн долларов. 2 из них выделило Министерство культуры Российской Федерации, 250—300 тыс. долларов — Министерство культуры и искусства Украины, остальные деньги — спонсорские. Съёмки фильма проходили в Крыму, на базе Ялтинской киностудии. Съёмки проводились в Ялте, Севастополе, Тарханкуте, на мысе Фиолент. Были созданы декорации портовых городов Гринландии на основе архитектуры городов Средиземноморья.
Режиссер В. Пендраковский привлёк к съёмкам два настоящих парусника. Болгарская трёхмачтовая яхта «Калиакра» бороздила морские просторы у берегов Крыма, как корабль капитана Геза «Бегущая по волнам». В роли «Морской звезды» капитана Дюка выступила украинская двухмачтовая шхуна «Новая».
В Крыму выяснилось, что Алексей Петренко никогда ещё не снимался под водой. 66-летний актёр на съёмках «Бегущей по волнам» прошёл курс молодого дайвера. По сценарию капитан Дюк не раз и не два погружался в морскую пучину в поисках золотой цепи. «Раньше я и не подозревал, что можно играть под водой, я нырял без страховки на глубину 3—4 м и достаточно надолго. Такого в моей практике ещё не было. Что получилось — не знаю, но те, кто уже видел отснятый материал, говорят, что очень красиво», — поделился впечатлениями актёр.

## Саундтрек
Для фильма в 2005 году российская хард-рок группа «Кипелов» записала песню «Талисман (Чёрный ангел)» на музыку бывшего участника группы Nautilus Pompilius Дмитрия Умецкого и композитора Юрия Чернавского, стихи бывшего поэта «Наутилуса» Ильи Кормильцева.